# Eat, Sleep, Rave, Repeat
«Eat, Sleep, Rave, Repeat» es una canción realizada por el disc jockey y productor británico Fatboy Slim y el productor italiano Riva Starr, con la colaboración del beatboxer londinense Beardyman. Fue lanzado como sencillo el 20 de junio de 2013, en su primera edición. El 27 de octubre de 2013, fue relanzado en la versión del género acid house remezclada por el DJ y productor escocés Calvin Harris. Esta versión acrecentó de gran manera la popularidad de la canción en las pistas de baile y en las listas musicales, logrando alcanzar la tercera ubicación en la lista de sencillos del Reino Unido. De esta manera, se convierte en el primer sencillo de Fatboy Slim en ingresar en el top 10 del Reino Unido en 12 años, desde el lanzamiento de "Star 69/Weapon of Choice" en 2001.
Posteriormente, se compartió gratuitamente en SoundCloud, el a cappella de la canción con una duración de 12 minutos realizada por el propio Beardyman.
La versión original de la canción tiene una particular similitud con el sencillo «Bat3ria» del DJ alemán Tocadisco, editado en diciembre de 2011.

## Video musical
El vídeo fue filmado en el evento "Rave Endurance Event" realizado por Fatboy Slim y Riva Starr. En él, muestra una competencia de baile en la que se definirá al único y supremo vencedor tras horas infinitas de baile y a costa del esfuerzo físico. En el vídeo, se utilizó la versión remixada por Calvin Harris, en lugar de su versión original.

## Lista de canciones
| Descarga digital - sencillo |                                                  |          |  |
| N.º                         | Título                                           | Duración |  |
| 1.                          | «Eat, Sleep, Rave, Repeat» (Calvin Harris Remix) | 4:45     |  |

| Descarga digital - EP |                                                       |          |  |
| N.º                   | Título                                                | Duración |  |
| 1.                    | «Eat, Sleep, Rave, Repeat» (Calvin Harris Remix Edit) | 2:48     |  |
| 2.                    | «Eat, Sleep, Rave, Repeat» (Main Vocal Mix)           | 5:26     |  |
| 3.                    | «Eat, Sleep, Rave, Repeat» (clean version)            | 5:26     |  |
| 4.                    | «Eat, Sleep, Rave, Repeat» (acappella)                | 5:11     |  |

| Descarga digital (Remix) |                                                                                         |          |  |
| N.º                      | Título                                                                                  | Duración |  |
| 1.                       | «Eat, Sleep, Rave, Repeat» (Dimitri Vegas & Like Mike & Ummet Ozcan Tomorrowland Remix) | 5:00     |  |

## Posicionamiento en listas y certificaciones
| Lista (2013–14)                       | Mejor posición |
| ------------------------------------- | -------------- |
| Australia (ARIA)                      | 47             |
| Bélgica (Flandes) (Ultratop 50)       | 26             |
| Bélgica (Valonia) (Ultratop 50)       | 24             |
| Escocia (The Official Charts Company) | 1              |
| Estados Unidos (Hot Dance Club Songs) | 37             |
| Francia (SNEP)                        | 96             |
| Irlanda (IRMA)                        | 18             |
| Países Bajos (Dutch Top 40)           | 8              |
| Reino Unido (UK Singles Chart)        | 3              |
| Reino Unido (UK Dance Chart)          | 1              |

| Año  | País         | Lista                       | Posición |
| ---- | ------------ | --------------------------- | -------- |
| 2013 | Reino Unido  | The Official Charts Company | 138      |
| 2014 | Países Bajos | Nederlandse Top 40          | 63       |

### Certificaciones
| País        | Organismo certificador | Certificación | Ventas  | Ref.   |
| ----------- | ---------------------- | ------------- | ------- | ------ |
| Reino Unido | BPI                    | Plata         | 200 000 | [ 21 ] |